# Space Pen

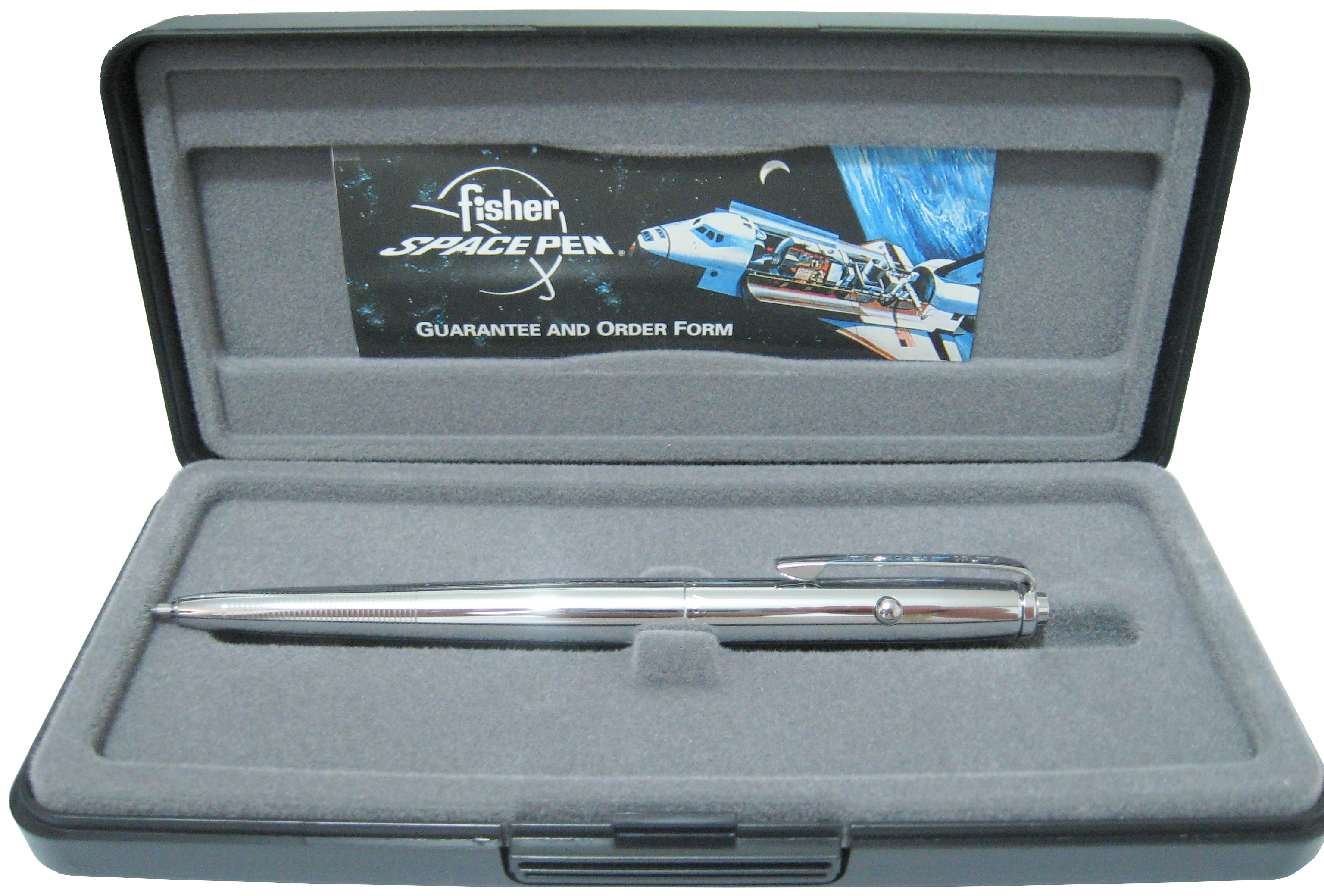
Space Pen AG-7

Space Pen (рус. спэйс пэн — «космическая ручка», известна также под названием Zero Gravity Pen — «ручка невесомости») — шариковая ручка, созданная и продаваемая компанией Fisher Spacepen Co., в которой чернила находятся в специальном картридже под давлением. По утверждению создателей, может писать в условиях невесомости, под водой, на мокрой и жирной бумаге, под любым углом, при экстремальных температурах. Поэтому она широко используется в космических программах России и США, а также американскими егерями и путешественниками, когда нужно писать вдали от цивилизации.
Космическая ручка Фишера была изобретена американским изобретателем и предпринимателем Полом Фишером (англ. Paul C. Fisher). Она выпускалась в Боулдер-Сити, штат Невада, США. В то же время появлялись схожие по своим параметрам и характеристикам ручки от других производителей. Нечто подобное разрабатывал и советский авиакосмический изобретатель М. И. Клевцов, но не довёл до конца, и приоритет остался за американцами.

## Технология
Пишущий шарик выполнен из карбида вольфрама и весьма точно установлен, чтобы избежать протекания. Чернила тиксотропны — твёрдые в обычном состоянии и разжижаются при письме; выдавливаются сжатым азотом при давлении около 2,4 атм. Скользящий поплавок отделяет чернила от сжатого газа. Утверждается, что ручкой можно написать в три раза больше, чем обычной шариковой (но это всё-таки условно). Она также может писать на высотах до 3810 м. Диапазон рабочих температур от −35 до 120 °C. Срок службы 100 лет.

## Использование в космических программах США и России
Обычной шариковой ручке нужна сила тяжести (это легко проверить — на стене ручка пишет очень плохо). При этом существует городская легенда: НАСА потратило 1 млн долларов на разработку ручки, способной писать в невесомости; русские пользовались простым карандашом. На самом деле до 1967 года американские астронавты использовали для записей фломастеры либо механические карандаши (пишущий узел брался из обычного карандаша, а лёгкий и прочный металлический корпус делался на заказ; с учётом малосерийного производства получалось около 100 $ за штуку). Советские же космонавты использовали восковые карандаши, так как графитовые карандаши были источниками мелких обломков и токопроводящей пыли.
НАСА не выделяло никаких средств Фишеру и не субсидировало изготовление им специального пишущего инструмента. Он изобрёл его самостоятельно, а затем предложил НАСА его опробовать. После этого AG7 Space Pen была принята американским и советским (впоследствии и российским) космическими агентствами для дальнейшего использования. Средняя стоимость одной ручки для проекта Apollo составила 6 долларов.